# 斯塔布菲爾德 (伊利諾伊州)
斯塔布菲爾德是位於美國伊利諾伊州邦德縣的一個非建制地區。該地的面積和人口皆未知。

## 地理
斯塔布菲爾德的座標為38°50′54″N 89°27′59″W / 38.84833°N 89.46639°W，而該地的平均海拔高度為160米（即525英尺）。